# Launi Meili
Launi Kay Meili, född 4 juni 1963 i Spokane i Washington, är en amerikansk före detta sportskytt.
Meili blev olympisk guldmedaljör i gevär vid sommarspelen 1992 i Barcelona.